# 3,5-ジヒドロキシ安息香酸
3,5-ジヒドロキシ安息香酸 (3,5-Dihydroxybenzoic acid) またはα-レソルシル酸 (α-resorcylic acid) は、ジヒドロキシ安息香酸の異性体の1つである。ヒトの尿中で最初に同定されたアルキルレゾルシノールの代謝物質である。尿や血漿中で定量することができ、小麦の全粒粉の摂取のバイオマーカーとなりうる。